# Remigen
Remigen (schweizerdeutsch: ˈrɛmigə) ist eine Einwohnergemeinde im Schweizer Kanton Aargau. Sie gehört zum Bezirk Brugg und liegt etwa drei Kilometer nordnordwestlich des Bezirkshauptorts Brugg.

## Geographie
Das Dorf liegt in der Übergangszone zwischen dem Faltenjura und dem Tafeljura in der nordwestlichen Ecke der Rüfenacher Ebene. Im Norden erhebt sich der Geissberg, der zum Tafeljura zählt. Das Gemeindegebiet erstreckt sich aber lediglich über den steilen Südhang, während die weitläufige Hochebene zu Villigen gehört. Der Südhang des Geissbergs ist ein ideales Weinbaugebiet. In Richtung Westen erstrecken sich zwei Täler, die durch den zum Faltenjura gehörenden Bützberg (647 m ü. M.) getrennt werden. Das nördliche Tal führt zum Bürersteig (550 m ü. M.), einem Passübergang ins Hochrheintal, das südliche Tal in Richtung Mönthal. Die vom Schmittenbach entwässerte Gemeinde wird ganz im Westen durch den 643 Meter hohen Burghalden begrenzt.
Die Fläche des Gemeindegebiets beträgt 787 Hektaren, davon sind 446 Hektaren bewaldet und 57 Hektaren überbaut. Der höchste Punkt liegt auf 699 Metern auf dem Geissberg, der tiefste auf 369 Metern in der Rüfenacher Ebene. Nachbargemeinden sind Mettauertal im Norden, Villigen im Nordosten, Rüfenach im Südosten, Riniken und Bözberg im Süden, Mönthal im Westen sowie Gansingen im Nordwesten.

## Geschichte
Bereits während der Römerzeit führte die Strasse zwischen Augusta Raurica und Vindonissa über den Bözberg. Sie verlief etwas weiter nördlich als heute, von Effingen über Remigen nach Stilli. Die erste urkundliche Erwähnung von Ramingen erfolgte im Jahr 1064. Der Ortsname stammt vom althochdeutschen Ramingun und bedeutet «bei den Leuten des Ramo». Das Dorf war damals Teil des Hofes Rein, der dem Kloster Murbach im Elsass gehörte (als Hof bezeichnete man damals die Grundherrschaft über ein grösseres Gebiet).

Luftbild (1945)

Im 13. Jahrhundert fassten die Habsburger ihre Herrschaftsrechte westlich und nördlich von Brugg im Gericht Bözberg zusammen. Dazu gehörten neben Remigen auch Oberbözberg, Unterbözberg, Lauffohr, Linn, Mönthal, Rein, Riniken, Rüfenach, Stilli und Villigen. In diesen Dörfern übten die Habsburger die Blutgerichtsbarkeit aus, in Mönthal, Remigen und Villigen zusätzlich die niedere Gerichtsbarkeit. König Rudolf I. kaufte 1291 den Hof Rein und war damit nicht nur oberster Richter, sondern auch der bedeutendste Grundherr. 1345 schenkte Königin Agnes von Ungarn den Hof dem Kloster Wittichen im Kinzigtal. Ab 1348 wechselte das Gericht durch Verpfändung mehrmals den Besitzer und kam 1377 schliesslich zur Herrschaft Schenkenberg.
Als 1460 die Stadt Bern das Gebiet westlich der Aare eroberte, änderte sich an den Rechten des Klosters nichts. Die Nonnen mussten allerdings die Einführung der Reformation im Jahr 1528 hinnehmen. 1544 verkaufte das Kloster den Hof Rein an den Grafen Hartmann von Hallwyl. Im Jahr 1566 erfolgte die Trennung des Gerichtsbezirks Bözberg, und die Gerichtsfälle des Hofes Rein wurden von nun an in Stilli verhandelt. Zwischen 1588 und 1599 erwarb die Stadt Brugg zwei Drittel des Hofes, Bern das übrige Drittel. Beim Franzoseneinfall im März 1798 entmachteten die Franzosen die «Gnädigen Herren» von Bern und riefen die Helvetische Republik aus, die 1803 aufgelöst wurde. Der Hof Rein gehörte nun zum Kanton Aargau. 1799 verlief die Frontlinie im Zweiten Koalitionskrieg mitten durch das untere Aaretal. In der Region gab es mehrere Feldlager der französischen Armee. Durch Requisitionen und Plünderungen erlitten die Dorfbewohner grosse Not.
1803 löste der Kanton Aargau den Hof Rein auf und erhob die einzelnen Dörfer zu selbständigen Gemeinden. Bis weit ins 20. Jahrhundert hinein war Remigen stark landwirtschaftlich geprägt. Die Bevölkerung stagnierte bis etwa 1970 bei rund 500. Dann setzte eine verstärkte Bautätigkeit ein, und Remigen entwickelte sich zu einer Wohngemeinde; die Einwohnerzahl verdoppelte sich innerhalb von dreissig Jahren.

## Sehenswürdigkeiten

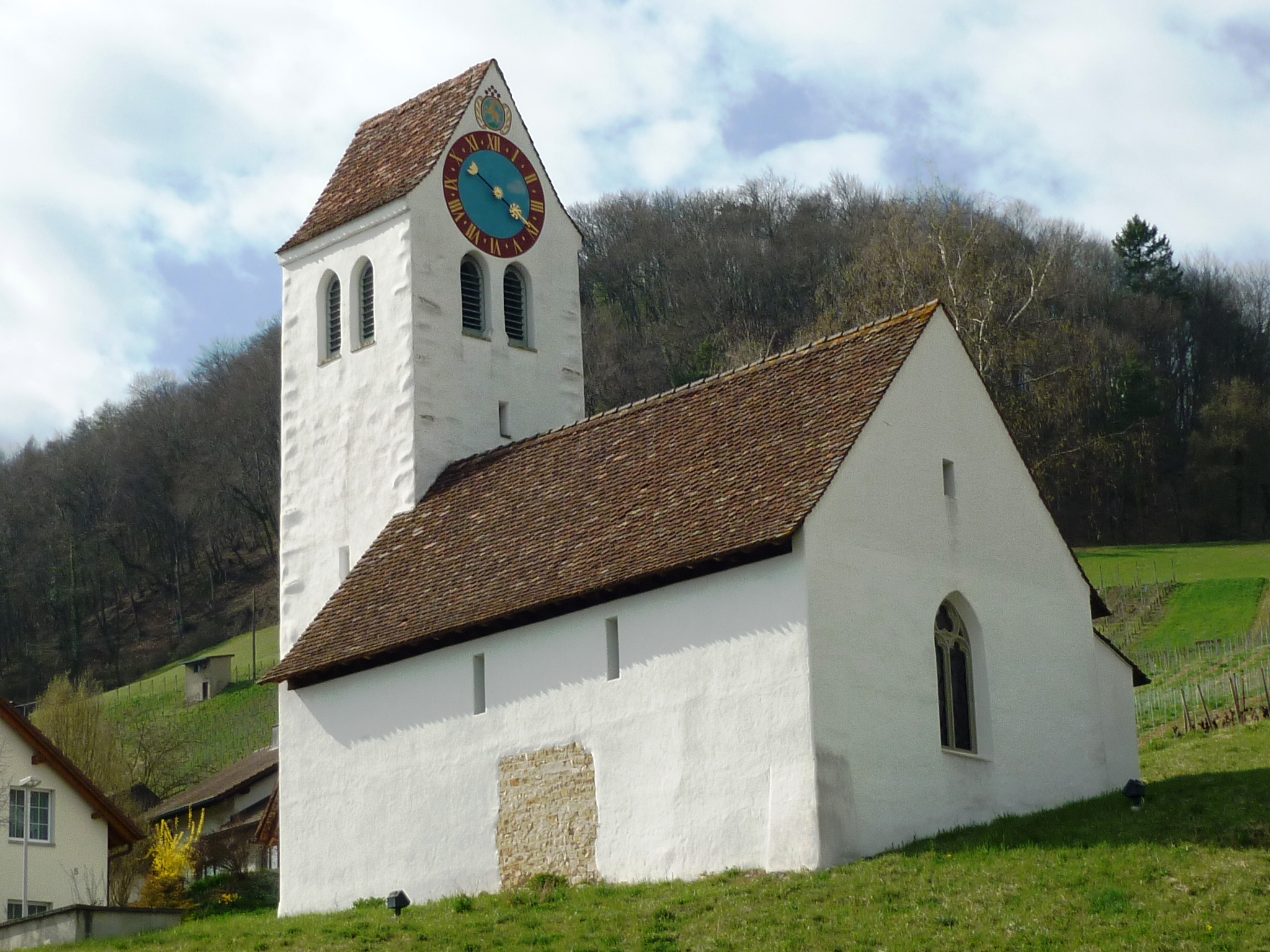
Kirche von Remigen

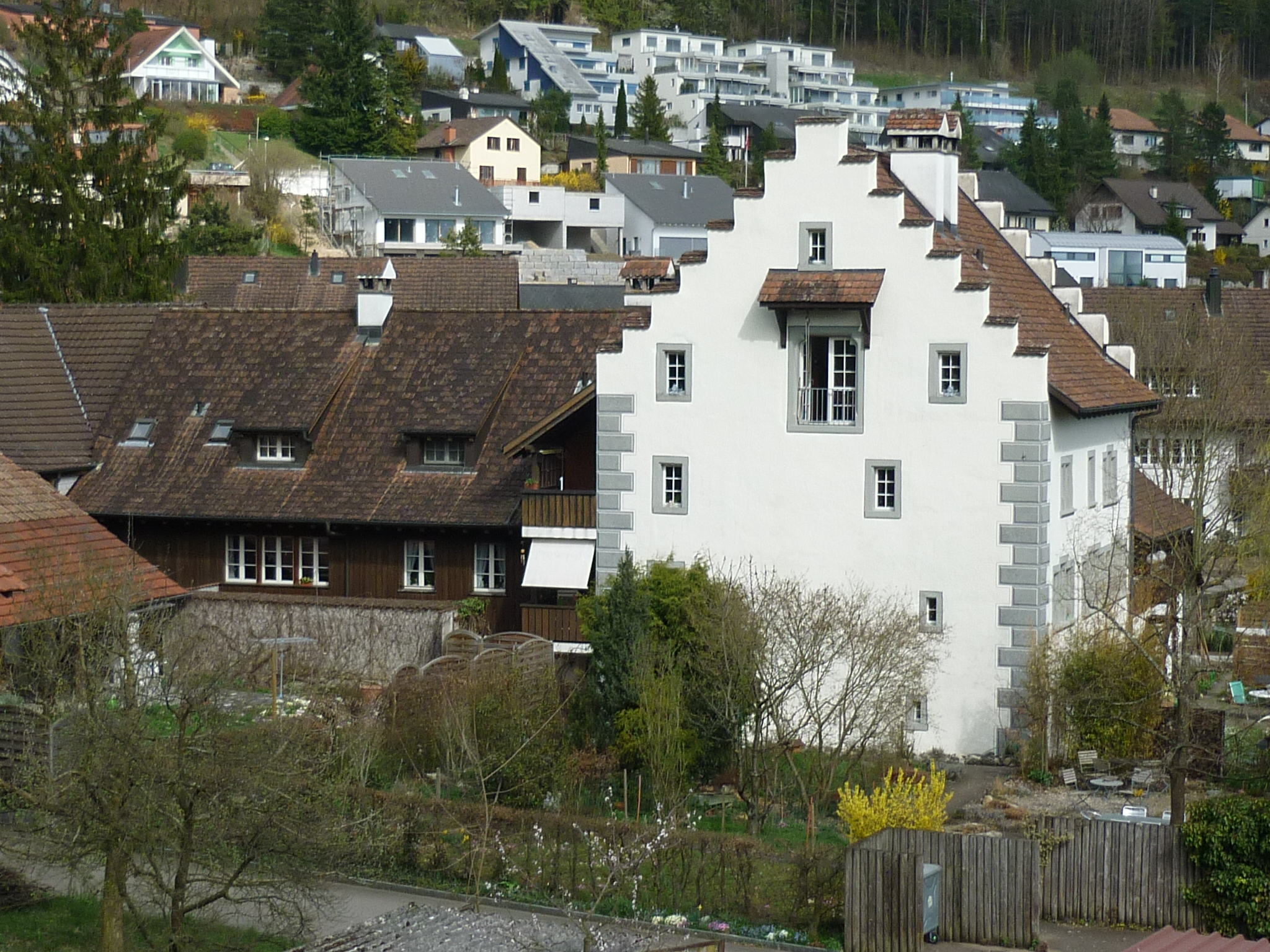
Zehntenhaus

Die Petruskirche wurde erstmals 1347 als Filialkirche der Pfarrei Rein erwähnt und stammt vermutlich aus dem 11. oder 12. Jahrhundert. Um die Mitte des 15. Jahrhunderts folgte eine Erweiterung, ein Jahrhundert später fügte man den Kirchturm an. Die Turmuhr von 1535 besitzt von jeher nur einen Stundenzeiger, weil damals die Uhrwerke noch ungenau gingen. Das aus Eisen gearbeitete Uhrwerk stammt von Laurentius Liechti aus Winterthur. Das Pendel der Kirchenuhr ist 12 m lang. Die Uhr musste früher täglich aufgezogen werden, heute sind Uhr und Glockengeläute elektronisch gesteuert. Im 19. und in der ersten Hälfte des 20. Jahrhunderts wurde die Kirche als Weinbau-Geräteschuppen, Armenwohnung und kurzzeitig sogar als Gefängnis zweckentfremdet. 1957/58 gab es die erste und 1999 die zweite Renovation.
Das heute noch erhaltene Zehntenhaus des Hofes Rein wurde von einer habsburgischen Ritterfamilie bewohnt.

## Wappen
Die Blasonierung des Gemeindewappens lautet: «In Rot auf grünem Dreiberg springender weisser Steinbock.» Das Wappen entspricht jenem der Herren von Remigen, einem um 1300 ausgestorbenen Ministerialengeschlecht der Habsburger. Die Gemeinde verwendete das Steinbockwappen erstmals 1750 auf dem amtlichen Siegel.

## Bevölkerung
Die Einwohnerzahlen entwickelten sich wie folgt:
| Jahr      | 1764 | 1850 | 1900 | 1930 | 1950 | 1960 | 1970 | 1980 | 1990 | 2000 | 2010 | 2020 |
| Einwohner | 318  | 690  | 511  | 504  | 511  | 494  | 508  | 626  | 998  | 1052 | 1056 | 1326 |

Am 31. Dezember 2023 lebten 1385 Menschen in Remigen, der Ausländeranteil betrug 20,6 %. Bei der Volkszählung 2015 bezeichneten sich 40,3 % als reformiert und 27,2 % als römisch-katholisch; 32,5 % waren konfessionslos oder gehörten anderen Glaubensrichtungen an. 93,3 % gaben bei der Volkszählung 2000 Deutsch als ihre Hauptsprache an, 1,8 % Französisch, 1,6 % Albanisch und 0,8 % Italienisch.

## Politik und Recht
Die Versammlung der Stimmberechtigten, die Gemeindeversammlung, übt die Legislativgewalt aus. Ausführende Behörde ist der fünfköpfige Gemeinderat. Er wird im Majorzverfahren vom Volk gewählt, seine Amtsdauer beträgt vier Jahre. Der Gemeinderat führt und repräsentiert die Gemeinde. Dazu vollzieht er die Beschlüsse der Gemeindeversammlung und die Aufgaben, die ihm vom Kanton zugeteilt wurden. Für Rechtsstreitigkeiten ist in erster Instanz das Bezirksgericht Brugg zuständig. Remigen gehört zum Friedensrichterkreis VIII (Brugg).
Gemeindeammann ist Markus Fehlmann (Stand Februar 2023).

## Wirtschaft
In Remigen gibt es gemäss der im Jahr 2015 erhobenen Statistik der Unternehmensstruktur (STATENT) rund 280 Arbeitsplätze, davon 18 % in der Landwirtschaft, 39 % in der Industrie und 43 % im Dienstleistungssektor. Regional bekannt ist der Privatzoo Hasel. Die Mehrheit der Erwerbstätigen sind Wegpendler und arbeiten in Brugg und Umgebung.
Der Weinbau ist weiterhin von grosser Bedeutung. An den Südhängen von Bützberg und Geissberg war im Jahr 2018 eine Fläche von 23,2 Hektaren mit Reben bestockt. Angebaut werden über 20 verschiedene Sorten, wobei Blauburgunder, Riesling × Sylvaner und Sauvignon Blanc überwiegen.

## Verkehr
Remigen liegt an der Kantonsstrasse 277, die von Stilli über den Bürersteig nach Laufenburg führt. Nebenstrassen führen nach Mönthal, Riniken und Oberbözberg. Das Dorf ist Knotenpunkt zweier Postautolinien, die beide ihren Ausgangspunkt am Bahnhof Brugg haben und auf zwei verschiedenen Wegen nach Laufenburg bzw. Mönthal führen. An Wochenenden verkehrt ein Nachtbus von Brugg über Villigen und Remigen nach Riniken.

## Bildung
Die Gemeinde verfügt über einen Kindergarten und ein Schulhaus, in dem die Primarschule unterrichtet wird. Sämtliche Oberstufen (Realschule, Sekundarschule und Bezirksschule) können in Brugg besucht werden. Die nächstgelegenen Gymnasien sind die Kantonsschule Baden und die Kantonsschule Wettingen.

## Persönlichkeiten
- Wilhelm Schmid (1892–1971), Maler